# Camponotus
Camponotus é um gênero de formigas. Muitas espécies deste gênero são designadas popularmente por formiga-de-cupim e outras por sarassará. Também são conhecidas pelos nomes de tacuá, taracuá, tracuá, tracoá, tacauá, traguá, formiga-doceira, sará, saraça, sarará, sararau e sarçará.
Estas formigas constroem os ninhos em cupinzeiros, em madeira morta e úmida ou formam montes de terra na entrada de seus ninhos à feição dos cupins. O grupo está presente na maioria do globo. Vivem nos cupinzeiros abandonados, nos entrenós da embaúba ou bambu e também em habitações, onde atacam produtos alimentícios armazenados.
Quando são tocados, emitem um som forte e característico que se assemelha a um sopro forte e prolongado.

## Espécies
- Camponotus abditus Forel, 1899
- Camponotus abdominalis (Fabricius, 1804)
- Camponotus abjectus Santschi, 1937 * Camponotus abrahami Forel, 1913
- Camponotus abscisus Roger, 1863
- Camponotus abunanus Mann, 1916
- Camponotus acutirostris W. M. Wheeler, 1910
- Camponotus acvapimensis Mayr, 1862
- Camponotus adami Forel, 1910
- Camponotus adenensis Emery, 1893
- Camponotus aegaeus Emery, 1915
- Camponotus aegyptiacus Emery, 1915
- Camponotus aeneopilosus Mayr, 1862
  - Camponotus aeneopilosus flavidopubescens Forel, 1902
- Camponotus aequatorialis Roger, 1863
  - Camponotus aequatorialis kohli Forel, 1915
- Camponotus aequitas Santschi, 1920
- Camponotus aethiops (Latreille, 1798)
  - Camponotus aethiops cachmiriensis Emery, 1925
  - Camponotus aethiops escherichi Emery, 1925
- Camponotus afflatus Viehmeyer, 1925
- Camponotus ager (Smith F., 1858)
- Camponotus agonius Santschi, 1915
- Camponotus aguilerai Kusnezov, 1952
- Camponotus alacer Forel, 1912
- Camponotus albicoxis Forel, 1899
- Camponotus albipes Emery, 1893
- Camponotus albistramineus Wheeler, W. M., 1936
- Camponotus albivillosus Zhou, 2001
- Camponotus alboannulatus Mayr, 1887
  - Camponotus alboannulatus montanus Emery, 1894
  - Camponotus alboannulatus nessus Forel, 1912
- Camponotus albocinctus (Ashmead, 1905)
- Camponotus albosparsus Bingham, 1903
- Camponotus alii Forel, 1890
  - Camponotus alii auresi Emery, 1920
  - Camponotus alii concolor Dalla Torre, 1893
  - Camponotus alii hoggarensis Santschi, 1929
- Camponotus altivagans Wheeler, W. M., 1936
- Camponotus amamianus Terayama, 1991
- Camponotus amaurus Espadaler, 1997
- Camponotus americanus Mayr, 1862
- Camponotus amoris Forel, 1904
- Camponotus amphidus Santschi, 1926
- Camponotus anderseni Mc Arthur and Shattuck, 2001
- Camponotus andrei Forel, 1885
  - Camponotus andrei cholericus Wheeler, W. M., 1914
- Camponotus andrewsi Donisthorpe, 1936
- Camponotus andrius Dalla Torre, 1893
- Camponotus anguliceps Stitz, 1938
- Camponotus angusticeps Emery, 1886
- Camponotus angusticollis (Jerdon, 1851)
  - Camponotus angusticollis sanguinolentus Forel, 1895
- Camponotus annetteae Mc Arthur and Shattuck, 2001
- Camponotus anningensis Wu and Wang, 1989
- Camponotus annulatus Karavaiev, 1929
- Camponotus anthrax Wheeler, W. M., 1911
- Camponotus apicalis (Mann, 1916)
- Camponotus apostolus Forel, 1901
- Camponotus arabicus Collingwood, 1985
- Camponotus arboreus (Smith F., 1858)
- Camponotus arcuatus Mayr, 1876
  - Camponotus arcuatus aesopus Forel, 1907
- Camponotus arenatus Shattuck, S. O., and Mc Arthur, A. J., 2002
- Camponotus argus Santschi, 1935
- Camponotus arhuacus Forel, 1902
- Camponotus armeniacus Arnol’di, 1967
- Camponotus arminius Forel, 1910
  - Camponotus arminius bicontractus Wheeler, W. M., 1922
- Camponotus armstrongi Mc Areavey, 1949
- Camponotus arnoldinus Forel, 1914
- Camponotus arrogans (Smith F., 1858)
- Camponotus aruensis Karavaiev, 1933
- Camponotus asli Dumpert, 1989
- Camponotus atlantis Forel, 1890
  - Camponotus atlantis atrioris Santschi, 1922
  - Camponotus atlantis hesperius Emery, 1893
  - Camponotus atlantis marocanus Emery, 1925
  - Camponotus atlantis nigrovarius Forel, 1894
  - Camponotus atlantis planitiae Santschi, 1929
- Camponotus atriceps (Smith F., 1858)
  - Camponotus atriceps nocens Wheeler, W. M., 1911
- Camponotus atriscapus Santschi, 1926
- Camponotus atrox Emery, 1925
- Camponotus augustei Wheeler, W. M., and Mann, 1914
- Camponotus auratiacus Zhou, 2001
- Camponotus auratus Karavaiev, 1935
- Camponotus aurelianus Forel, 1912
- Camponotus aureopilus Viehmeyer, 1914
  - Camponotus aureopilus velutinus Stitz, 1938
- Camponotus auricomus Roger, 1862
  - Camponotus auricomus lucianus Forel, 1899
  - Camponotus auricomus vincentensis Forel, 1899
- Camponotus auriculatus Mayr, 1897
- Camponotus auriventris Emery, 1889
- Camponotus aurocinctus (Smith F., 1858)
- Camponotus aurofasciatus Santschi, 1915
- Camponotus auropubens Forel, 1894
  - Camponotus auropubens absalon Santschi, 1915
  - Camponotus auropubens aldabrensis Forel, 1897
  - Camponotus auropubens argentopubens Santschi, 1915
  - Camponotus auropubens jacob Santschi, 1915
- Camponotus aurosus Roger, 1863
- Camponotus autrani Forel, 1886
- Camponotus avius Santschi, 1926
  - Camponotus avius hertigi Santschi, 1937
- Camponotus babau Bolton, 1995
- Camponotus bactrianus Pisarski, 1967
- Camponotus badius (Smith F., 1857)
  - Camponotus badius saginatus Stitz, 1925
- Camponotus bakeri Wheeler, W. M., 1904
- Camponotus baldaccii Emery, 1908
- Camponotus balzani Emery, 1894
- Camponotus banghaasi Emery, 1903
- Camponotus barbaricus Emery, 1905
  - Camponotus barbaricus eubarbaricus Cagniant, 1970
  - Camponotus barbaricus xanthomelas Emery, 1905
- Camponotus barbarossa Emery, 1920
  - Camponotus barbarossa micipsa Wheeler, W. M., 1922
  - Camponotus barbarossa sulcatinasis Santschi, 1926
- Camponotus barbatus Roger, 1863
  - Camponotus barbatus infuscoides Bingham, 1903
  - Camponotus barbatus samarus Santschi, 1932
  - Camponotus barbatus taylori Forel, 1892
- Camponotus barbosus Baroni Urbani, 1972
- Camponotus baronii Alayo and Zayas Montero, 1977
- Camponotus basuto Arnold, 1958
- Camponotus batesii Forel, 1895
- Camponotus bayeri Forel, 1913
- Camponotus baynei Arnold, 1922
- Camponotus beccarii Emery, 1887
- Camponotus bedoti Emery, 1893
- Camponotus beebei Wheeler, W. M., 1918
- Camponotus belligerus Santschi, 1920
- Camponotus bellus Forel, 1908
  - Camponotus bellus adustus Viehmeyer, 1916
  - Camponotus bellus leucodiscus Wheeler, W. M., 1919
- Camponotus belumensis Dumpert, 1995
- Camponotus benguelensis Santschi, 1911
- Camponotus bermudezi Aguayo, 1932
- Camponotus berthoudi Forel, 1879
- Camponotus bertolonii Emery, 1895
- Camponotus bianconii Emery, 1895
- Camponotus bidens Mayr, 1870
  - Camponotus bidens repressus Forel, 1912
- Camponotus bifossus Santschi, 1917
- Camponotus bigenus Santschi, 1919
- Camponotus binghamii Forel, 1894
- Camponotus biolleyi Forel, 1902
- Camponotus bishamon Terayama, 1999
- Camponotus bispinosus Mayr, 1870
- Camponotus biturberculatus Andre, 1889
- Camponotus blandus (Smith F., 1858)
  - Camponotus blandus aequinotus Forel, 1902
  - Camponotus blandus crispulus Santschi, 1922
  - Camponotus blandus denudatus Emery, 1903
  - Camponotus blandus pellitus Mayr, 1862
  - Camponotus blandus pronotalis Santschi, 1936
  - Camponotus blandus rosariensis Forel, 1912
  - Camponotus blandus scintillans Forel, 1901
- Camponotus bocki Forel, 1907
- Camponotus boghossiani Forel, 1911
  - Camponotus boghossiani stenoticus Emery, 1915
- Camponotus bonariensis Mayr, 1868
  - Camponotus bonariensis curtulus Santschi, 1936
  - Camponotus bonariensis garbei Santschi, 1922
  - Camponotus bonariensis luteolus Emery, 1906
  - Camponotus bonariensis parvulus Emery, 1894
  - Camponotus bonariensis tucumanus Santschi, 1922
  - Camponotus bonariensis weiseri Santschi, 1922
- Camponotus borellii Emery, 1894
  - Camponotus borellii saltensis Emery, 1925
- Camponotus bottegoi Emery, 1895
- Camponotus brachycephalus Santschi, 1920
- Camponotus branneri (Mann, 1916)
- Camponotus brasiliensis Mayr, 1862
  - Camponotus brasiliensis chacoensis Santschi, 1919
  - Camponotus brasiliensis clivius Emery, 1925
- Camponotus braunsi Mayr, 1895
  - Camponotus braunsi candidus Santschi, 1926
  - Camponotus braunsi epinotalis Santschi, 1916
  - Camponotus braunsi erythromelus Emery, 1896
- Camponotus brettesi Forel, 1899
  - Camponotus brettesi canalis Forel, 1912
- Camponotus brevicollis Stitz, 1916
- Camponotus brevis Forel, 1899
  - Camponotus brevis obscurifrons Santschi, 1936
  - Camponotus brevis pauli Forel, 1908
- Camponotus breviscapus Zhou, 2001
- Camponotus brevisetosus Forel, 1910
- Camponotus britteni Donisthorpe, 1931
- Camponotus brookei Forel, 1914
- Camponotus bruchi Forel, 1912
  - Camponotus bruchi lysistrata Santschi, 1919
  - Camponotus bruchi titicacensis Emery, 1920
- Camponotus brullei (Smith F., 1858)
- Camponotus bruneiensis Viehmeyer, 1922
- Camponotus brunni Forel, 1901
- Camponotus brutus Forel, 1886
- Camponotus bryani Santschi, 1928
- Camponotus buchholzi Mayr, 1902
- Camponotus buddhae Forel, 1892
- Camponotus bugnioni Forel, 1899
- Camponotus burgeoni Santschi, 1926
- Camponotus burtoni Mann, 1916
- Camponotus butteli Forel, 1905
- Camponotus buttikeri Arnold, 1958
- Camponotus cacicus Emery, 1903
- Camponotus caesar Forel, 1886
  - Camponotus caesar imperator Emery, 1899
- Camponotus caffer Emery, 1895
- Camponotus callistus Emery, 1911
  - Camponotus callistus bradleyi Wheeler, W. M., 1934
- Camponotus callmorphus Stitz, 1923
- Camponotus calvus Emery, 1920
- Camponotus cambouei Forel, 1891
- Camponotus camelinus (Smith F., 1857)
- Camponotus camelus Emery, 1883
- Camponotus cameranoi Emery, 1894
  - Camponotus cameranoi eugaster Santschi, 1922
  - Camponotus cameranoi inlex Forel, 1901
- Camponotus cameratus Viehmeyer, 1925
- Camponotus cameroni Forel, 1892
- Camponotus candiotes Emery, 1894
- Camponotus canescens Mayr, 1870
  - Camponotus canescens antennatus Santschi, 1920
  - Camponotus canescens stomatus Santschi, 1925
- Camponotus capito Mayr, 1876
  - Camponotus capito ebeninithorax Forel, 1915
- Camponotus capperi Forel, 1899
  - Camponotus capperi corticalis Forel, 1899
  - Camponotus capperi formosulus Wheeler, W. M., 1917
  - Camponotus capperi subdepilis Wheeler, W. M., 1917
  - Camponotus capperi unctulus Wheeler, W. M., 1917
- Camponotus caracalla Forel, 1912
- Camponotus carbo Emery, 1877
  - Camponotus carbo occidentalis Mayr, 1902
- Camponotus carbonarius (Latreille, 1802)
- Camponotus carin Emery, 1889
  - Camponotus carin babiensis Emery, 1925
  - Camponotus carin tenuisquamis Forel, 1901
  - Camponotus carin tipunus Forel, 1913
- Camponotus caryae (Fitch, 1855)
- Camponotus casicus Santschi, 1920
- Camponotus castaneus (Latreille, 1802)
- Camponotus castanicola Donisthorpe, 1943
- Camponotus catalanus Emery, 1924
- Camponotus cecconii Emery, 1908
- Camponotus cerberulus Emery, 1920
- Camponotus ceriseipes Clark, 1938
- Camponotus cervicalis Roger, 1863
  - Camponotus cervicalis gaullei Santschi, 1911
- Camponotus ceylonicus Emery, 1925
- Camponotus chalceoides Clark, 1938
- Camponotus chalceus Crawley, 1915
- Camponotus championi Forel, 1899
- Camponotus chapini Wheeler, W. M., 1922
  - Camponotus chapini ganzii Weber, 1943
- Camponotus chartifex (Smith F., 1860)
- Camponotus chazaliei Forel, 1899
- Camponotus cheesmanae Donisthorpe, 1932
- Camponotus chilensis (Spinola, 1851)
- Camponotus chloroticus Emery, 1897
- Camponotus chongqingensis Wu and Wang, 1989
- Camponotus christi Forel, 1886
  - Camponotus christi ambustus Forel, 1892
  - Camponotus christi ferrugineus Emery, 1899
  - Camponotus christi foersteri Forel, 1886
  - Camponotus christi maculiventris Emery, 1895
- Camponotus christophei Wheeler, W. M., and Mann, 1914
- Camponotus christopherseni Forel, 1912
- Camponotus chromaiodes Bolton, 1995
- Camponotus chrysurus Gerstacker, 1871
  - Camponotus chrysurus acutisquamis Mayr, 1902
  - Camponotus chrysurus apellis Wheeler, W. M., 1922
  - Camponotus chrysurus securifer Emery, 1920
  - Camponotus chrysurus yvonnae Forel, 1920
- Camponotus cilicicus Emery, 1908
- Camponotus cillae Forel, 1912
- Camponotus cinctellus (Gerstacker, 1859)
  - Camponotus cinctellus belliceps Santschi, 1939
- Camponotus cinerascens (Fabricius, 1787)
- Camponotus cinereus Mayr, 1876
  - Camponotus cinereus amperei Forel, 1913
  - Camponotus cinereus notterae Forel, 1907
- Camponotus cingulatus Mayr, 1862
- Camponotus circularis Mayr, 1870
  - Camponotus circularis rufitibia Emery, 1920
- Camponotus circumspectus (Smith F., 1861)
- Camponotus clarior Forel, 1902
- Camponotus claripes Mayr, 1876
  - Camponotus claripes elegans Forel, 1902
  - Camponotus claripes inverallensis Forel, 1910
  - Camponotus claripes marcens Forel, 1907
  - Camponotus claripes minimus Crawley, 1922
  - Camponotus claripes nudimalis Forel, 1913
  - Camponotus claripes orbiculatopunctatus Viehmeyer, 1925
  - Camponotus claripes piperatus Wheeler, W. M., 1933
- Camponotus clarithorax Creighton, 1950
- Camponotus claviscapus Forel, 1899
  - Camponotus claviscapus lehmanni Forel, 1911
  - Camponotus claviscapus occultus Wheeler, W. M., and Mann, 1914
  - Camponotus claviscapus subcarinatus Forel, 1899
- Camponotus cleobulus Santschi, 1919
- Camponotus clerodendri (Emery, 1887)
- Camponotus clypeatus Mayr, 1866
- Camponotus cocosensis Wheeler, W. M., 1919
- Camponotus cognatocompressus Forel, 1904
- Camponotus compositor Santschi, 1922
- Camponotus compressiscapus Andre, 1889
- Camponotus compressus (Fabricius, 1787)
  - Camponotus compressus cosensis Finzi, 1939
  - Camponotus compressus martensi Forel, 1907
  - Camponotus compressus nitens Bernard, 1953
  - Camponotus compressus occipitalis Stitz, 1917
  - Camponotus compressus probativus Santschi, 1921
  - Camponotus compressus rectinotus Santschi, 1921
  - Camponotus compressus symiensis Forel, 1910
- Camponotus concavus Kim and Kim, 1994
- Camponotus concolor Forel, 1891
- Camponotus confluens Forel, 1913
  - Camponotus confluens bequaerti Forel, 1913
  - Camponotus confluens trematogaster Santschi, 1915
- Camponotus confucii Forel, 1894
- Camponotus congolensis Emery, 1899
  - Camponotus congolensis weissi Santschi, 1911
- Camponotus coniceps Santschi, 1926
- Camponotus conicus (Mayr, 1876)
- Camponotus conithorax Emery, 1914
- Camponotus conradti Forel, 1914
  - Camponotus conradti fimbriatipes Santschi, 1920
- Camponotus consanguineus (Smith F., 1861)
- Camponotus consectator (Smith F., 1858)
- Camponotus consobrinus (Erichson, 1842)
- Camponotus conspicuus (Smith F., 1858)
  - Camponotus conspicuus inaequalis Roger, 1863
  - Camponotus conspicuus sharpi Forel, 1893
  - Camponotus conspicuus williamsi Forel, 1916
  - Camponotus conspicuus zonatus Emery, 1894
- Camponotus constructor Forel, 1899
- Camponotus contractus Mayr, 1872
  - Camponotus contractus buttesi Forel, 1902
  - Camponotus contractus scortechinii Emery, 1888
- Camponotus conulus Mayr, 1870
- Camponotus convexiclypeus Mac Kay, 1997
- Camponotus coptobregma Kempf, 1968
- Camponotus corallinus (Roger, 1863)
- Camponotus cordiceps Santschi, 1939
- Camponotus cordincola Wheeler, W. M., 1934
- Camponotus coriolanus Forel, 1912
- Camponotus corniculatus Wheeler, W. M., 1934
- Camponotus cornis Wang and Wu, 1994
- Camponotus coruscus (Smith F., 1862)
  - Camponotus coruscus astilbus Stitz, 1938
  - Camponotus coruscus fulgens Forel, 1885
- Camponotus cosmicus (Smith F., 1858)
- Camponotus cotesii Forel, 1893
- Camponotus cowlei Froggatt, 1896
- Camponotus coxalis (Smith F., 1859)
- Camponotus crassicornis Emery, 1920
- Camponotus crassisquamis Forel, 1902
- Camponotus crassus Mayr, 1862
  - Camponotus crassus amazonicus Santschi, 1922
  - Camponotus crassus delabiatus Santschi, 1925
  - Camponotus crassus picticornis Santschi, 1936
- Camponotus crawleyi Emery, 1920
- Camponotus crenatus Mayr, 1876
- Camponotus crepusculi Arnold, 1922
- Camponotus cressoni Andre, 1887
  - Camponotus cressoni purensis Forel, 1912
- Camponotus criniticeps Menozzi, 1939
- Camponotus cristatus Mayr, 1866
  - Camponotus cristatus nagasau Mann, 1921
  - Camponotus cristatus sadinus Mann, 1921
- Camponotus crucheti Santschi, 1911
- Camponotus cruentatus (Latreille, 1802)
  - Camponotus cruentatus asper Menozzi, 1925
- Camponotus cuauhtemoc Snelling, 1988
- Camponotus cubangensis Forel, 1901
  - Camponotus cubangensis dofleini Forel, 1911
- Camponotus culmicola Wheeler, W. M., 1905
  - Camponotus culmicola haweisi Mann, 1920
- Camponotus cuneidorsus Emery, 1920
- Camponotus cuneiscapus Forel, 1910
- Camponotus curviscapus Emery, 1896
- Camponotus custodulus Emery, 1911
- Camponotus cylindricus (Fabricius, 1798)
- Camponotus cyrtomyrmodes Donisthorpe, 1941
- Camponotus daitoensis Terayama, 1999
- Camponotus dalmasi Forel, 1899
- Camponotus dalmaticus (Nylander, 1849)
- Camponotus darlingtoni Wheeler, W. M., 1934
- Camponotus darwinii Forel, 1886
  - Camponotus darwinii rubropilosus Forel, 1891
  - Camponotus darwinii themistocles Forel, 1910
- Camponotus debellator Santschi, 1926
- Camponotus decipiens Emery, 1893
- Camponotus declivus Santschi, 1922
- Camponotus dedalus Forel, 1911
  - Camponotus dedalus moeschiellus Forel, 1912
- Camponotus deletangi Santschi, 1920
- Camponotus dentatus (Mayr, 1866)
  - Camponotus dentatus humeralis Wheeler, W. M., 1934
- Camponotus depressiceps Forel, 1879
- Camponotus depressus Mayr, 1866
- Camponotus desantii Santschi, 1915
- Camponotus descarpentriesi Santschi, 1926
- Camponotus desectus (Smith F., 1860)
- Camponotus detritus Emery, 1886
- Camponotus devestivus Wheeler, W. M., 1928
- Camponotus dewitzii Forel, 1886
- Camponotus dicksoni Arnold, 1948
- Camponotus difformis Stitz, 1938
- Camponotus dimorphus Emery, 1894
- Camponotus diplopunctatus Emery, 1915
  - Camponotus diplopunctatus subconvexus Viehmeyer, 1923
- Camponotus discolor (Buckley, 1866)
- Camponotus discors Forel, 1902
  - Camponotus discors angustinodus Emery, 1925
  - Camponotus discors laetus Emery, 1925
  - Camponotus discors yarrabahensis Forel, 1915
- Camponotus distinguendus (Spinola, 1851)
- Camponotus divergens Mayr, 1887
- Camponotus diversipalpus Santschi, 1922
- Camponotus dolabratus Menozzi, 1927
- Camponotus dolendus Forel, 1892
- Camponotus dolichoderoides Forel, 1911
- Camponotus donisthorpei Emery, 1920
- Camponotus donnellani Shattuck, S. O., and Mc Arthur, A. J., 2002
- Camponotus dorycus (Smith F., 1860)
  - Camponotus dorycus confusus Emery, 1887
  - Camponotus dorycus recticeps Stitz, 1938
- Camponotus dracocephalus Stitz, 1938
- Camponotus dromas Santschi, 1919
- Camponotus dromedarius Forel, 1891
  - Camponotus dromedarius pulcher Forel, 1892
- Camponotus druryi Forel, 1886
- Camponotus dryandrae Mc Arthur and Adams, 1996
- Camponotus dufouri Forel, 1891
  - Camponotus dufouri imerinensis Forel, 1891
- Camponotus dumetorum Wheeler, W. M., 1910
- Camponotus eastwoodi Mc Arthur and Adams, 1996
- Camponotus echinoploides Forel, 1891
- Camponotus edmondi Andre, 1887
  - Camponotus edmondi ernesti Forel, 1891
- Camponotus egregius (Smith F., 1858)
- Camponotus elegans Forel, 1902
- Camponotus elevatus Forel, 1899
- Camponotus ellioti Forel, 1891
  - Camponotus ellioti relucens Santschi, 1911
- Camponotus elysii Mann, 1919
- Camponotus emarginatus Emery, 1886
- Camponotus emeryodicatus Forel, 1901
  - Camponotus emeryodicatus decessor Forel, 1908
- Camponotus empedocles Emery, 1920
- Camponotus enigmaticus Mac Kay, W. ; MacKay, M. ; MacKay, E., 2004
- Camponotus eperiamorum Clouse, 2007
- Camponotus ephippiatus Viehmeyer, 1916
- Camponotus ephippium (Smith F., 1858)
  - Camponotus ephippium narses Forel, 1915
- Camponotus equus Stitz, 1932
- Camponotus eremicus Wheeler, W. M., 1915
- Camponotus erigens Forel, 1894
  - Camponotus erigens subconcolor Emery, 1920
- Camponotus erinaceus Gerstacker, 1871
- Camponotus errabundus Arnold, 1949
- Camponotus erythrocephalus Clouse, 2007
- Camponotus erythrostoma Emery, 1920
- Camponotus esau Forel, 1915
- Camponotus essigi Smith M. R., 1923
- Camponotus ethicus Forel, 1897
- Camponotus etiolatus Wheeler, W. M., 1904
- Camponotus etiolipes Bolton, 1995
- Camponotus eugeniae Forel, 1879
  - Camponotus eugeniae amplior Forel, 1913
- Camponotus eurynotus Forel, 1907
- Camponotus evae Forel, 1910
  - Camponotus evae zeuxis Forel, 1915
- Camponotus evansi Crawley, 1920
- Camponotus excavatus Donisthorpe, 1948
- Camponotus excisus Mayr, 1870
- Camponotus exiguoguttatus Forel, 1886
- Camponotus exsectus Emery, 1900
- Camponotus extensus Mayr, 1876
- Camponotus ezotus Bolton, 1995
- Camponotus fabricator (Smith F., 1858)
- Camponotus falco Forel, 1902
- Camponotus fallatus Bolton, 1995
- Camponotus fallax (Nylander, 1856)
- Camponotus fasciatellus Dalla Torre, 1892
- Camponotus fasciatus (Mayr, 1867)
- Camponotus fastigatus Roger, 1863
  - Camponotus fastigatus barbiculus Santschi, 1922
  - Camponotus fastigatus schmalzi Emery, 1894
  - Camponotus fastigatus vagulus Forel, 1908
  - Camponotus fastigatus verae Forel, 1908
- Camponotus favorabilis Santschi, 1919
- Camponotus fayfaensis Collingwood, 1985
- Camponotus fedtschenkoi Mayr, 1877
- Camponotus fellah Dalla Torre, 1893
- Camponotus femoratus (Fabricius, 1804)
- Camponotus fergusoni Mc Arthur, 2003
- Camponotus ferreri Forel, 1913
  - Camponotus ferreri akka Forel, 1916
  - Camponotus ferreri cavisquamis Santschi, 1926
- Camponotus fervidus Donisthorpe, 1943
- Camponotus festai Emery, 1894
- Camponotus festinatus (Buckley, 1866)
- Camponotus festinus (Smith F., 1857)
  - Camponotus festinus cetegus Forel, 1911
  - Camponotus festinus diligens (Smith F., 1857)
  - Camponotus festinus eximius Emery, 1900
  - Camponotus festinus inezae Forel, 1913
  - Camponotus festinus simaluranus Forel, 1915
- Camponotus fiebrigi Forel, 1906
- Camponotus fieldeae Forel, 1902
- Camponotus fieldellus Forel, 1910
- Camponotus figaro Collingwood and Yarrow, 1969
- Camponotus flavescens (Fabricius, 1793)
- Camponotus flavicomans Clouse, 2007
- Camponotus flavocassis Donisthorpe, 1941
- Camponotus flavocrines Donisthorpe, 1941
- Camponotus flavolimbatus Viehmeyer, 1922
- Camponotus flavomarginatus Mayr, 1862
- Camponotus fletcheri Donisthorpe, 1942
- Camponotus floridanus (Buckley, 1866)
- Camponotus florius Santschi, 1926
- Camponotus foleyi Santschi, 1939
  - Camponotus foleyi ajjer Bernard, 1953
  - Camponotus foleyi fezzanenis Bernard, 1953
  - Camponotus foleyi grasi Bernard, 1953
  - Camponotus foleyi hoggarensis Bernard, 1953
  - Camponotus foleyi lelubrei Bernard, 1953
  - Camponotus foleyi rufescens Bernard, 1953
- Camponotus foraminosus Forel, 1879
  - Camponotus foraminosus chrysogaster Emery, 1895
  - Camponotus foraminosus cuitensis Forel, 1901
  - Camponotus foraminosus deductus Santschi, 1915
  - Camponotus foraminosus delagoensis Forel, 1894
  - Camponotus foraminosus dorsalis Santschi, 1926
  - Camponotus foraminosus flavus Stitz, 1916
  - Camponotus foraminosus honorus Forel, 1910
- Camponotus foreli Emery, 1881
- Camponotus formiciformis Forel, 1885
- Camponotus formosensis Wheeler, W. M., 1927
- Camponotus fornasinii Emery, 1895
- Camponotus friedae Forel, 1912
  - Camponotus friedae amius Forel, 1912
- Camponotus froggatti Forel, 1902
- Camponotus frontalis Pergande, 1896
- Camponotus fryi Mann, 1916
- Camponotus fugax Forel, 1902
- Camponotus fulvopilosus (De Geer, 1778)
- Camponotus fumidus Roger, 1863
  - Camponotus fumidus dominicensis Wheeler, W. M., 1913
  - Camponotus fumidus fraterculus Wheeler, W. M., and Mann, 1914
  - Camponotus fumidus haytianus Wheeler, W. M., and Mann, 1914
  - Camponotus fumidus illitus Wheeler, W. M., and Mann, 1914
  - Camponotus fumidus imbecillus Wheeler, W. M., and Mann, 1914
  - Camponotus fumidus soulouguei Forel, 1901
  - Camponotus fumidus toltecus Forel, 1899
- Camponotus furvus Santschi, 1911
- Camponotus fuscivillosus Xiao and Wang, 1989
- Camponotus fuscocinctus Emery, 1888
- Camponotus fuscus Kim and Kim, 1994
- Camponotus gabonensis Santschi, 1926
- Camponotus galla Forel, 1894
- Camponotus gallagheri Collingwood and Agosti, 1996
- Camponotus gambeyi Emery, 1883
  - Camponotus gambeyi marthae Forel, 1894
- Camponotus gasseri (Forel, 1894)
- Camponotus geayi Santschi, 1922
- Camponotus genatus Santschi, 1922
- Camponotus gentingensis Dumpert, 1995
- Camponotus geralensis Emery, 1920
- Camponotus gerberti Donisthorpe, 1949
- Camponotus germaini Emery, 1903
  - Camponotus germaini tacuruensis Emery, 1911
- Camponotus gestroi Emery, 1878
  - Camponotus gestroi ponariensis Santschi, 1921
  - Camponotus gestroi tingitanus Santschi, 1921
- Camponotus gibber Forel, 1891
- Camponotus gibbinotus Forel, 1902
- Camponotus gibbosus Karavaiev, 1929
- Camponotus gigas (Latreille, 1802)
  - Camponotus gigas borneensis Emery, 1887
- Camponotus gilviceps Roger, 1863
- Camponotus gilviventris Roger, 1863
  - Camponotus gilviventris refectus Wheeler, W. M., 1937
  - Camponotus gilviventris renormatus Wheeler, W. M., 1937
- Camponotus glabrisquamis Emery, 1911
- Camponotus godmani Forel, 1899
  - Camponotus godmani palliolatus Wheeler, W. M., 1922
- Camponotus goeldii Forel, 1894
- Camponotus gombaki Dumpert, 1986
- Camponotus gouldi Forel, 1886
- Camponotus gouldianus Forel, 1922
- Camponotus grandidieri Forel, 1886
  - Camponotus grandidieri atrabilis Santschi, 1915
  - Camponotus grandidieri comorensis Santschi, 1915
  - Camponotus grandidieri mendax Emery, 1895
  - Camponotus grandidieri ruspolii Forel, 1892
- Camponotus greeni Forel, 1911
- Camponotus gretae Forel, 1902
- Camponotus guanchus Santschi, 1908
- Camponotus guayapa Kusnezov, 1952
- Camponotus guidae McArthur, 2007
- Camponotus guizhouensis Wang M., 1992
- Camponotus gundlachi Mann, 1920
- Camponotus guppyi Mann, 1919
- Camponotus guttatus Emery, 1899
  - Camponotus guttatus minusculus Viehmeyer, 1914
- Camponotus habereri Forel, 1911
- Camponotus haematocephalus Emery, 1903
- Camponotus haereticus Santschi, 1914
- Camponotus hagensii Forel, 1886
- Camponotus hannani Forel, 1899
- Camponotus hapi Weber, 1943
- Camponotus haroi Espadaler, 1997
- Camponotus hartogi Forel, 1902
- Camponotus hastifer Emery, 1911
- Camponotus havilandi Arnold, 1922
- Camponotus heathi Mann, 1916
  - Camponotus heathi gilvigaster Wheeler, W. M., 1923
- Camponotus hedwigae Forel, 1912
- Camponotus helleri Emery, 1903
- Camponotus hellmichi Menozzi, 1935
- Camponotus helvus Xiao and Wang, 1989
- Camponotus hemichlaena Yasumatsu and Brown, 1951
- Camponotus herculeanus (Linnaeus, 1758)
- Camponotus hermanni Emery, 1911
- Camponotus heros Santschi, 1926
- Camponotus heteroclitus Forel, 1895
- Camponotus hildebrandti Forel, 1886
  - Camponotus hildebrandti dichromothrix Emery, 1920
- Camponotus himalayanus Forel, 1893
- Camponotus hippocrepis Emery, 1920
- Camponotus hoelldobleri Cagniant, 1991
- Camponotus holosericeus Emery, 1889
- Camponotus holzi Forel, 1921
- Camponotus hoplites Emery, 1914
- Camponotus horni Clark, 1930
- Camponotus horrens Forel, 1910
- Camponotus horripilus Emery, 1900
- Camponotus horseshoetus Datta and Raychaudhuri, 1985
- Camponotus hosei Forel, 1911
  - Camponotus hosei mimus Forel, 1911
- Camponotus hospes (Emery, 1884)
  - Camponotus hospes adultus Viehmeyer, 1916
- Camponotus hova Forel, 1891
  - Camponotus hova becki Santschi, 1923
  - Camponotus hova boivini Forel, 1891
  - Camponotus hova fairmairei Santschi, 1911
  - Camponotus hova fulvus Emery, 1894
  - Camponotus hova hovahovoides Forel, 1892
  - Camponotus hova hovoides Dalla Torre, 1893
  - Camponotus hova luteolus Emery, 1925
  - Camponotus hova mixtellus Dalla Torre, 1893
  - Camponotus hova obscuratus Emery, 1925
  - Camponotus hova pictiventris Mayr, 1901
  - Camponotus hova radamae Forel, 1891
- Camponotus howensis Wheeler, W. M., 1927
- Camponotus humeralis Emery, 1920
- Camponotus humerus Wang and Wu, 1994
- Camponotus hunteri Wheeler, W. M., 1910
- Camponotus husseini Dietrich, C. O., 2004
- Camponotus hyatti Emery, 1893
- Camponotus hypoclineoides Wheeler, W. M., 1919
- Camponotus icarus Forel, 1912
- Camponotus ignestii Menozzi, 1935
- Camponotus iheringi Forel, 1908
  - Camponotus iheringi bajulus Emery, 1925
- Camponotus ilgii Forel, 1894
- Camponotus imitator Forel, 1891
  - Camponotus imitator resinicola Santschi, 1911
- Camponotus immaculatus Forel, 1892
- Camponotus immigrans Santschi, 1914
- Camponotus importunus Forel, 1911
- Camponotus impressilabris Stitz, 1938
- Camponotus impressus (Roger, 1863)
- Camponotus improprius (Forel, 1879)
- Camponotus inca Emery, 1903
  - Camponotus inca rector Santschi, 1923
- Camponotus incensus Wheeler, W. M., 1932
- Camponotus inconspicuus Mayr, 1872
- Camponotus indefinitus Karavaiev, 1929
- Camponotus indeflexus (Walker, 1859)
- Camponotus indicatus Santschi, 1922
- Camponotus inflatus Lubbock, 1880
- Camponotus innexus Forel, 1902
- Camponotus insipidus Forel, 1893
- Camponotus integellus Forel, 1899
- Camponotus interjectus Mayr, 1877
- Camponotus intrepidus (Kirby W., 1819)
  - Camponotus intrepidus bellicosus Forel, 1902
- Camponotus invidus Forel, 1892
- Camponotus ionius Emery, 1920
- Camponotus iridis Santschi, 1922
- Camponotus irritabilis (Smith F., 1857)
  - Camponotus irritabilis winkleri Forel, 1911
- Camponotus irritans (Smith F., 1857)
  - Camponotus irritans carensis Emery, 1920
  - Camponotus irritans carinifer Viehmeyer, 1916
  - Camponotus irritans cliens Forel, 1911
  - Camponotus irritans crocemaculatus Emery, 1914
  - Camponotus irritans curtus Emery, 1900
  - Camponotus irritans fatuus Forel, 1886
  - Camponotus irritans hongkongensis Forel, 1912
  - Camponotus irritans inferior Emery, 1925
  - Camponotus irritans kubaryi Mayr, 1876
  - Camponotus irritans melanogaster Stitz, 1938
  - Camponotus irritans pallidus (Smith F., 1857)
  - Camponotus irritans procax Santschi, 1919
  - Camponotus irritans puberulus Emery, 1920
  - Camponotus irritans tinctus (Smith F., 1858)
- Camponotus isabellae Forel, 1909
- Camponotus itoi Forel, 1912
  - Camponotus itoi kwansienensis Viehmeyer, 1922
- Camponotus jaliensis Dalla Torre, 1893
- Camponotus janeti Forel, 1895
- Camponotus janforrestae Mc Arthur and Shattuck, 2001
- Camponotus janussus Bolton, 1995
- Camponotus japonicus Mayr, 1866
- Camponotus jeanneli Santschi, 1914
- Camponotus jejuensis Kim and Kim, 1986
- Camponotus jianghuaensis Xiao and Wang, 1989
- Camponotus jizani Collingwood, 1985
- Camponotus johnclarki Taylor, 1992
- Camponotus juliae Emery, 1903
- Camponotus kaguya Terayama, 1999
- Camponotus karawaiewi Menozzi, 1926
- Camponotus kattensis Bingham, 1903
- Camponotus kaura Snelling and Torres, 1998
- Camponotus keiferi Wheeler, W. M., 1934
- Camponotus keihitoi Forel, 1913
- Camponotus kelleri Forel, 1886
  - Camponotus kelleri invalidus Forel, 1897
- Camponotus kersteni Gerstacker, 1871
- Camponotus kiesenwetteri (Roger, 1859)
  - Camponotus kiesenwetteri cyprius Emery, 1920
- Camponotus kiusiuensis Santschi, 1937
- Camponotus klaesii (Forel, 1886)
- Camponotus klugii Emery, 1895
- Camponotus knysnae Arnold, 1922
- Camponotus kollbrunneri Forel, 1910
- Camponotus kolthoffi Stitz, 1934
- Camponotus kopetdaghensis Dlussky and Zabelin, 1985
- Camponotus korthalsiae Emery, 1887
  - Camponotus korthalsiae concilians Forel, 1915
- Camponotus koseritzi Emery, 1888
- Camponotus kraepelini Forel, 1901
- Camponotus kurdistanicus Emery, 1898
- Camponotus kutteri Forel, 1915
- Camponotus kutterianus Baroni Urbani, 1972
- Camponotus laconicus Emery, 1920
- Camponotus laevigatus (Smith F., 1858)
- Camponotus lamarckii Forel, 1892
- Camponotus lamborni Donisthorpe, 1933
- Camponotus lameerei Emery, 1898
- Camponotus laminatus Mayr, 1866
  - Camponotus laminatus levuanus Mann, 1921
- Camponotus lancifer Emery, 1894
- Camponotus landolti Forel, 1879
- Camponotus langi Wheeler, W. M., 1922
  - Camponotus langi jejunus Santschi, 1926
- Camponotus laotzei Wheeler, W. M., 1921
- Camponotus largiceps Wu and Wang, 1989
- Camponotus lasiselene Wang and Wu, 1994
- Camponotus latangulus Roger, 1863
- Camponotus latebrosus (Walker, 1859)
- Camponotus lateralis (Olivier, 1792)
  - Camponotus lateralis cypridis Santschi, 1939
  - Camponotus lateralis purius Santschi, 1929
  - Camponotus lateralis rhodius Santschi, 1934
- Camponotus lauensis Mann, 1921
- Camponotus laurenti Santschi, 1939
- Camponotus leae Wheeler, W. M., 1915
- Camponotus legionarium Santschi, 1911
- Camponotus lenkoi Kempf, 1960
- Camponotus leonardi Emery, 1889
  - Camponotus leonardi gracilentus Viehmeyer, 1916
  - Camponotus leonardi griseus Karavaiev, 1929
- Camponotus leptocephalus Emery, 1923
- Camponotus lespesii Forel, 1886
  - Camponotus lespesii melancholicus Emery, 1894
- Camponotus lessonai Emery, 1894
- Camponotus leucophaeus (Smith F., 1861)
- Camponotus leveillei Emery, 1895
- Camponotus leydigi Forel, 1886
- Camponotus libanicus Andre, 1881
- Camponotus ligeus Donisthorpe, 1931
- Camponotus lighti Wheeler, W. M., 1927
- Camponotus ligniperdus (Latreille, 1802)
  - Camponotus ligniperdus afer Starcke, 1942
  - Camponotus ligniperdus nigrescens Gosswald, 1932
- Camponotus lilianae Forel, 1913
  - Camponotus lilianae cornutus Forel, 1913
- Camponotus limbiventris Santschi, 1911
- Camponotus lindigi Mayr, 1870
- Camponotus linnaei Forel, 1886
  - Camponotus linnaei comoedus Wheeler, W. M., 1934
  - Camponotus linnaei maccus Wheeler, W. M., 1934
  - Camponotus linnaei muticus Forel, 1899
- Camponotus liogaster Santschi, 1932
- Camponotus lividicoxis Viehmeyer, 1925
- Camponotus loa Mann, 1919
  - Camponotus loa belli Mann, 1919
- Camponotus longi Forel, 1902
- Camponotus longiceps (Smith F., 1863)
- Camponotus longideclivis Mc Arthur and Adams, 1996
- Camponotus longifacies Mc Arthur, 2003
- Camponotus longipalpis Santschi, 1926
- Camponotus longipilis Emery, 1911
- Camponotus loweryi Mc Arthur and Adams, 1996
- Camponotus lownei Forel, 1895
- Camponotus lubbocki Forel, 1886
  - Camponotus lubbocki christoides Forel, 1891
  - Camponotus lubbocki rectus Forel, 1891
- Camponotus lucayanus Wheeler, W. M., 1905
- Camponotus luctuosus (Smith F., 1858)
- Camponotus luteiventris Emery, 1897
- Camponotus luteus (Smith F., 1858)
- Camponotus lutzi Forel, 1905
- Camponotus maafui Mann, 1921
- Camponotus macarangae Dumpert, 1996
- Camponotus macareaveyi Taylor, 1992
- Camponotus maccooki Forel, 1879
- Camponotus macilentus Smith F., 1877
  - Camponotus macilentus albemarlensis Wheeler, W. M., 1919
  - Camponotus macilentus altinotus Stitz, 1932
  - Camponotus macilentus barringtonensis Wheeler, W. M., 1919
  - Camponotus macilentus bindloensis Wheeler, W. M., 1919
  - Camponotus macilentus castellanus Wheeler, W. M., 1924
  - Camponotus macilentus duncanensis Wheeler, W. M., 1919
  - Camponotus macilentus hoodensis Wheeler, W. M., 1919
  - Camponotus macilentus jacobensis Wheeler, W. M., 1919
  - Camponotus macilentus narboroensis Wheeler, W. M., 1919
  - Camponotus macilentus pervicus Wheeler, W. M., 1924
  - Camponotus macilentus sapphirinus Wheeler, W. M., 1924
  - Camponotus macilentus vulcanalis Wheeler, W. M., 1919
  - Camponotus macilentus wollebaeki Stitz, 1932
- Camponotus mackayensis Forel, 1902
- Camponotus macrocephalus (Erichson, 1842)
- Camponotus macrochaeta Emery, 1903
- Camponotus macromischoides Fontenla Rizo, J. L., 1997
- Camponotus maculatus (Fabricius, 1782)
  - Camponotus maculatus boivini Forel, 1891
  - Camponotus maculatus foveolatus Stitz, 1925
  - Camponotus maculatus hesperius Emery, 1893
  - Camponotus maculatus humilior Forel, 1902
  - Camponotus maculatus obfuscatus Viehmeyer, 1916
  - Camponotus maculatus plombyi Wheeler, W. M., and Mann, 1914
  - Camponotus maculatus subnudus Emery, 1889
  - Camponotus maculatus sylvatiomaculatus Dalla Torre, 1893
  - Camponotus maculatus ugandensis Santschi, 1923
- Camponotus magister Santschi, 1925
  - Camponotus magister tibestiensis Santschi, 1932
- Camponotus maguassa Wheeler, W. M., 1922
- Camponotus manni Wheeler, W. M., 1934
  - Camponotus manni umbratilis Wheeler, W. M., 1934
- Camponotus marianensis Clouse, 2007
- Camponotus markli Maschwitz, U. ; Fiala, B. ; Dumpert, K., 2004
- Camponotus massiliensis Schmitz, 1950
- Camponotus massinissa Wheeler, W. M., 1922
- Camponotus mathildeae Smith M. R., 1949
- Camponotus maudella Mann, 1921
  - Camponotus maudella seemanni Mann, 1921
- Camponotus maxwellensis Forel, 1913
- Camponotus maynei Forel, 1916
- Camponotus mayri Forel, 1879
  - Camponotus mayri chimporensis Santschi, 1930
- Camponotus medeus Emery, 1920
  - Camponotus medeus fulvulus Emery, 1920
- Camponotus megalonyx Wheeler, W. M., 1919
- Camponotus melanocephalus Roger, 1863
- Camponotus melanoticus Emery, 1894
  - Camponotus melanoticus catharinae Santschi, 1939
  - Camponotus melanoticus flavopubens Emery, 1925
  - Camponotus melanoticus nigrescens Santschi, 1939
  - Camponotus melanoticus paranaensis Santschi, 1939
  - Camponotus melanoticus publicola Forel, 1912
  - Camponotus melanoticus valerius Santschi, 1922
- Camponotus melanus Dumpert, 1995
- Camponotus melichloros Kirby W. F., 1889
- Camponotus melinus Mac KayW. P., 1997
- Camponotus mendax Forel, 1895
  - Camponotus mendax integer Forel, 1895
- Camponotus micans (Nylander, 1856)
  - Camponotus micans asniensis Santschi, 1939
- Camponotus michaelseni Forel, 1907
- Camponotus micragyne Dumpert, 1995
- Camponotus micrositus Wheeler, W. M., 1937
- Camponotus mina Forel, 1879
- Camponotus minozzii Emery, 1920
- Camponotus minus Wang and Wu, 1994
- Camponotus mirabilis Emery, 1903
- Camponotus mississippiensis Smith M. R., 1923
- Camponotus misturus (Smith F., 1857)
  - Camponotus misturus fornaronis Forel, 1892
- Camponotus mitis (Smith F., 1858)
- Camponotus mocquerysi Emery, 1899
- Camponotus mocsaryi Forel, 1902
- Camponotus moderatus Santschi, 1930
- Camponotus modoc Wheeler, W. M., 1910
- Camponotus moelleri Forel, 1912
- Camponotus moeschi Forel, 1910
  - Camponotus moeschi lygaeus Viehmeyer, 1916
- Camponotus molossus Forel, 1907
- Camponotus monardi Santschi, 1930
- Camponotus monju Terayama, 1999
- Camponotus montivagus Forel, 1885
- Camponotus morosus (Smith F., 1858)
- Camponotus mozabensis Emery, 1899
- Camponotus mucronatus Emery, 1890
  - Camponotus mucronatus formaster Wheeler, W. M., 1934
  - Camponotus mucronatus hirsutinasus Wheeler, W. M., 1934
  - Camponotus mucronatus santschii Forel, 1899
- Camponotus mus Roger, 1863
  - Camponotus mus mendozanus Santschi, 1922
  - Camponotus mus mustelus Emery, 1920
- Camponotus mussolinii Donisthorpe, 1936
- Camponotus mutilatus (Smith F., 1859)
  - Camponotus mutilatus luteiventris Stitz, 1938
- Camponotus mystaceus Emery, 1886
  - Camponotus mystaceus exsanguis Forel, 1910
  - Camponotus mystaceus kamae Forel, 1910
- Camponotus nacerdus Norton, 1868
- Camponotus nadimi Tohme G., 1969
- Camponotus naegelii Forel, 1879
- Camponotus namacola Prins, 1973
- Camponotus nasicus Forel, 1891
- Camponotus nasutus Emery, 1895
  - Camponotus nasutus fenestralis Santschi, 1937
  - Camponotus nasutus pretiosus Arnold, 1922
  - Camponotus nasutus quadridentatus Santschi, 1937
  - Camponotus nasutus subnasutus Arnold, 1922
- Camponotus natalensis (Smith F., 1858)
  - Camponotus natalensis corvus Forel, 1879
  - Camponotus natalensis diabolus Forel, 1879
  - Camponotus natalensis fulvipes Forel, 1914
  - Camponotus natalensis politiceps Santschi, 1914
- Camponotus navigator Wilson and Taylor, 1967
- Camponotus nawai Ito, 1914
- Camponotus nearcticus Emery, 1893
- Camponotus nepos Forel, 1912
- Camponotus newzealandicus Donisthorpe, 1940
- Camponotus nicobarensis Mayr, 1865
  - Camponotus nicobarensis monticola Bingham, 1903
  - Camponotus nicobarensis rabbaini Emery, 1925
- Camponotus nidulans (Smith F., 1860)
- Camponotus nigricans Roger, 1863
  - Camponotus nigricans enganensis Forel, 1916
  - Camponotus nigricans pantiensis Santschi, 1932
- Camponotus nigriceps (Smith F., 1858)
  - Camponotus nigriceps lividipes Emery, 1887
- Camponotus nigrifrons (Mayr, 1870)
- Camponotus nigripes Dumpert, 1995
- Camponotus nigroaeneus (Smith F., 1858)
  - Camponotus nigroaeneus divus Forel, 1907
  - Camponotus nigroaeneus xuthus Emery, 1925
- Camponotus nigronitidus Azuma, 1951
- Camponotus nipponensis Santschi, 1937
- Camponotus nipponicus Wheeler, W. M., 1928
- Camponotus nirvanae Forel, 1893
- Camponotus nitens Mayr, 1870
  - Camponotus nitens fuhrmanni Forel, 1921
- Camponotus nitidior (Santschi, 1921)
- Camponotus niveosetosus Mayr, 1862
  - Camponotus niveosetosus irredux Forel, 1910
  - Camponotus niveosetosus madagascarensis Forel, 1886
- Camponotus normatus Forel, 1899
- Camponotus nosibeensis Andre, 1887
- Camponotus novaehollandiae Mayr, 1870
- Camponotus noveboracensis (Fitch, 1854)
- Camponotus novogranadensis Mayr, 1870
  - Camponotus novogranadensis modestior Forel, 1904
- Camponotus nutans Mayr, 1867
  - Camponotus nutans cleliae Santschi, 1926
- Camponotus nylanderi Emery, 1921
- Camponotus nywet Bolton, 1995
- Camponotus oasium Forel, 1890
- Camponotus obliquus Smith M. R., 1930
- Camponotus oblongus (Smith F., 1858)
  - Camponotus oblongus binominatus Forel, 1916
- Camponotus obreptivus Forel, 1899
- Camponotus obscuripes Mayr, 1879
- Camponotus obscuriventris Cagniant, 1991
- Camponotus obtritus Emery, 1911
- Camponotus occasus Emery, 1920
- Camponotus oceanicus (Mayr, 1870)
- Camponotus ocreatus Emery, 1893
- Camponotus oculatior Santschi, 1935
- Camponotus odiosus Forel, 1886
- Camponotus oertzeni Forel, 1889
  - Camponotus oertzeni kappariensis Dalla Torre, 1893
- Camponotus oetkeri Forel, 1910
  - Camponotus oetkeri voltai Forel, 1913
- Camponotus ogasawarensis Terayama and Satoh, 1990
- Camponotus olivieri Forel, 1886
  - Camponotus olivieri concordius Santschi, 1915
  - Camponotus olivieri delagoensis Forel, 1894
  - Camponotus olivieri freyeri Santschi, 1915
  - Camponotus olivieri infelix Santschi, 1915
  - Camponotus olivieri lemma Forel, 1886
  - Camponotus olivieri moshianus Santschi, 1915
  - Camponotus olivieri nitidior Santschi, 1926
  - Camponotus olivieri osiris Forel, 1911
  - Camponotus olivieri patersoni Arnold, 1959
  - Camponotus olivieri pax Menozzi, 1942
  - Camponotus olivieri sorptus Santschi, 1915
  - Camponotus olivieri tenuipilis Santschi, 1915
- Camponotus ominosus Forel, 1911
- Camponotus opaciceps Roger, 1863
- Camponotus opaciventris Mayr, 1879
- Camponotus orinobates Santschi, 1919
- Camponotus orinus Dumpert, 1995
- Camponotus orites Santschi, 1919
- Camponotus orthocephalus Emery, 1894
- Camponotus orthodoxus Santschi, 1914
- Camponotus ostiarius Forel, 1914
- Camponotus ovaticeps (Spinola, 1851)
- Camponotus overbecki Viehmeyer, 1916
- Camponotus owensae Shattuck, S. O., and Mc Arthur, A. J., 2002
- Camponotus oxleyi Forel, 1902
- Camponotus pachylepis Emery, 1920
- Camponotus pallens (Le Guillou, 1842)
- Camponotus pallescens Mayr, 1887
- Camponotus pallidiceps Emery, 1887
- Camponotus palmyrensis Tohme and Tohme, 2000
- Camponotus palpatus Emery, 1897
- Camponotus panamensis Fernandez, 2002
- Camponotus papago Creighton, 1953
- Camponotus parabarbatus Bharti & Wachkoo, 2014
- Camponotus paradoxus (Mayr, 1866)
- Camponotus parius Emery, 1889
- Camponotus patimae Wheeler, W. M., 1942
  - Camponotus patimae dolentulus Wheeler, W. M., 1942
- Camponotus pavidus (Smith F., 1860)
- Camponotus pawseyi Mc Arthur, 2003
- Camponotus peleliuensis Clouse, 2007
- Camponotus pellarius Wheeler, W. M., 1914
- Camponotus pellax Santschi, 1919
- Camponotus pennsylvanicus (De Geer, 1773)
- Camponotus peperi Forel, 1913
- Camponotus perjurus Shattuck, S. O., and Mc Arthur, A. J., 2002
- Camponotus perneser Bolton, 1995
- Camponotus perrisii Forel, 1886
  - Camponotus perrisii densipunctatus Stitz, 1916
  - Camponotus perrisii insularis Stitz, 1916
  - Camponotus perrisii jucundus Santschi, 1911
  - Camponotus perrisii nigeriensis Santschi, 1914
- Camponotus perroti Forel, 1897
  - Camponotus perroti aeschylus Forel, 1913
- Camponotus personatus Emery, 1894
- Camponotus peseshus Bolton, 1995
- Camponotus petersii Emery, 1895
  - Camponotus petersii janus Forel, 1911
- Camponotus pexus Santschi, 1929
- Camponotus phragmaticola Donisthorpe, 1943
- Camponotus phytophilus Wheeler, W. M., 1934
- Camponotus piceatus Norton, 1868
- Camponotus piceus (Leach, 1825)
- Camponotus picipes (Olivier, 1792)
  - Camponotus picipes guatemalensis Forel, 1885
  - Camponotus picipes jamaicensis Wheeler, W. M., 1917
  - Camponotus picipes jason Forel, 1912
  - Camponotus picipes pilosulus Emery, 1925
  - Camponotus picipes plombyi Wheeler, W. M., and Mann, 1914
  - Camponotus picipes pudorosus Emery, 1925
  - Camponotus picipes spengleri Forel, 1908
- Camponotus pictipes Forel, 1891
- Camponotus pictostriatus Karavaiev, 1933
- Camponotus pilicornis (Roger, 1859)
  - Camponotus pilicornis siculus Grandi, 1935
- Camponotus pinguiculus (Heer, 1850)
- Camponotus pinguis (Heer, 1850)
- Camponotus pitjantjatarae Mc Arthur, 2003
- Camponotus pittieri Forel, 1899
  - Camponotus pittieri fuscogaster Emery, 1920
  - Camponotus pittieri poenalis Wheeler, W. M., 1921
- Camponotus placidus (Smith F., 1858)
- Camponotus planatus Roger, 1863
  - Camponotus planatus acaciae Emery, 1920
  - Camponotus planatus colombicus Forel, 1899
  - Camponotus planatus continentis Forel, 1901
  - Camponotus planatus esdras Forel, 1916
- Camponotus planitae Santschi, 1929
- Camponotus planus Smith F., 1877
  - Camponotus planus fernandinensis Wheeler, W. M., 1919
  - Camponotus planus fidelis Wheeler, W. M., 1919
  - Camponotus planus hephaestus Wheeler, W. M., 1933
  - Camponotus planus indefessus Wheeler, W. M., 1919
  - Camponotus planus isabelensis Wheeler, W. M., 1919
  - Camponotus planus peregrinus Emery, 1893
  - Camponotus planus pinzonensis Wheeler, W. M., 1919
  - Camponotus planus sansalvadorensis Wheeler, W. M., 1924
  - Camponotus planus santacruzensis Wheeler, W. M., 1919
- Camponotus platypus Roger, 1863
- Camponotus platytarsus Roger, 1863
- Camponotus plutus Santschi, 1922
- Camponotus poecilus Emery, 1893
- Camponotus politae (Wu and Wang, 1994)
- Camponotus polymorphicus Mac KayLopez-Castro and Fernandez, 2002
- Camponotus polynesicus Emery, 1896
- Camponotus pompeius Forel, 1886
  - Camponotus pompeius cassius Wheeler, W. M., 1922
  - Camponotus pompeius iota Santschi, 1926
  - Camponotus pompeius marius Emery, 1899
- Camponotus postangulatus Emery, 1911
- Camponotus postcornutus Clark, 1930
- Camponotus posticus Santschi, 1926
- Camponotus postoculatus Forel, 1914
- Camponotus pressipes Emery, 1893
  - Camponotus pressipes errans Forel, 1913
- Camponotus propinquellus Emery, 1920
- Camponotus propinquus Mayr, 1887
  - Camponotus propinquus baretoi Santschi, 1922
- Camponotus prosseri Shattuck, S. O., and Mc Arthur, A. J., 2002
- Camponotus prostans Forel, 1910
- Camponotus prosulcatus Santschi, 1935
- Camponotus pseudoirritans Wu and Wang, 1989
- Camponotus pseudolendus Wu and Wang, 1989
- Camponotus puberulus Emery, 1897
- Camponotus pulchellus Forel, 1894
- Camponotus pullatus Mayr, 1866
- Camponotus pulvinatus Mayr, 1907
- Camponotus punctaticeps (Mayr, 1867)
- Camponotus punctatissimus Forel, 1907
- Camponotus punctatus Forel, 1912
- Camponotus punctiventris Emery, 1920
- Camponotus punctulatus Mayr, 1868
  - Camponotus punctulatus andigenus Emery, 1903
  - Camponotus punctulatus brevibarbis Santschi, 1939
  - Camponotus punctulatus chubutensis Forel, 1913
  - Camponotus punctulatus cruentus Santschi, 1922
  - Camponotus punctulatus hispidus Emery, 1906
  - Camponotus punctulatus hybridus Forel, 1901
  - Camponotus punctulatus imberbis Emery, 1906
  - Camponotus punctulatus lillii Forel, 1908
  - Camponotus punctulatus lizeri Santschi, 1922
  - Camponotus punctulatus minutior Forel, 1886
  - Camponotus punctulatus pergandei Emery, 1925
  - Camponotus punctulatus tenuibarbis Santschi, 1939
  - Camponotus punctulatus termitarius Emery, 1902
- Camponotus puniceps Donisthorpe, 1942
- Camponotus pupillus Santschi, 1939
- Camponotus putatus Forel, 1892
- Camponotus pylartes Wheeler, W. M., 1904
  - Camponotus pylartes fraxinicola Smith M. R., 1923
- Camponotus pylorus Santschi, 1920
- Camponotus quadriceps (Smith F., 1859)
  - Camponotus quadriceps convexior Viehmeyer, 1914
  - Camponotus quadriceps curvatus Stitz, 1911
  - Camponotus quadriceps nanulus Emery, 1925
- Camponotus quadrimaculatus Forel, 1886
  - Camponotus quadrimaculatus opacatus Emery, 1925
  - Camponotus quadrimaculatus sellaris Emery, 1895
- Camponotus quadrinotatus Forel, 1886
- Camponotus quadrisectus (Smith F., 1858)
  - Camponotus quadrisectus hians Forel, 1907
  - Camponotus quadrisectus margaritae Forel, 1907
- Camponotus quercicola Smith M. R., 1954
- Camponotus quinquedentatus Forel, 1910
- Camponotus radiatus Forel, 1892
- Camponotus radovae Forel, 1886
  - Camponotus radovae radovaedarwinii Forel, 1891
- Camponotus ramulorum Wheeler, W. M., 1905
  - Camponotus ramulorum marcidus Wheeler, W. M., 1905
  - Camponotus ramulorum mestrei Wheeler, W. M., 1913
  - Camponotus ramulorum vernulus Wheeler, W. M., 1936
- Camponotus rapax (Fabricius, 1804)
- Camponotus raphaelis Forel, 1899
- Camponotus reaumuri Forel, 1892
- Camponotus rebeccae Forel, 1913
- Camponotus rectangularis Emery, 1890
  - Camponotus rectangularis aulicus Wheeler, W. M., 1933
  - Camponotus rectangularis rubroniger Forel, 1899
  - Camponotus rectangularis setipes Forel, 1904
  - Camponotus rectangularis sordidatus Wheeler, W. M., 1934
  - Camponotus rectangularis willowsi Wheeler, W. M., 1933
- Camponotus rectithorax Forel, 1895
- Camponotus reepeni Forel, 1913
- Camponotus reevei Arnold, 1922
- Camponotus reichardti Arnol’di, 1967
- Camponotus reichenspergeri Santschi, 1926
- Camponotus reinaldi Kempf, 1960
- Camponotus renggeri Emery, 1894
- Camponotus repens Forel, 1897
- Camponotus reticulatus Roger, 1863
  - Camponotus reticulatus fullawayi Wheeler, W. M., 1912
  - Camponotus reticulatus gestiens Forel, 1915
  - Camponotus reticulatus imparilis Forel, 1915
  - Camponotus reticulatus jagori Stitz., 1925
  - Camponotus reticulatus latitans Forel, 1893
  - Camponotus reticulatus sericellus Viehmeyer, 1916
  - Camponotus reticulatus yerburyi Forel, 1893
- Camponotus rhamses Santschi, 1915
  - Camponotus rhamses completus Santschi, 1922
- Camponotus riedeli Pisarski, 1971
- Camponotus riehlii (Roger, 1863)
- Camponotus robecchii Emery, 1892
  - Camponotus robecchii abyssinicus Santschi, 1913
  - Camponotus robecchii assumptionis Crawley, 1921
  - Camponotus robecchii dispar Stitz, 1923
  - Camponotus robecchii rhodesianus Forel, 1913
  - Camponotus robecchii troglodytes Forel, 1894
- Camponotus robertae Santschi, 1926
- Camponotus robustus Roger, 1863
- Camponotus roeseli Forel, 1910
- Camponotus rothneyi Forel, 1893
  - Camponotus rothneyi krafti Forel, 1901
  - Camponotus rothneyi makilingi Viehmeyer, 1916
  - Camponotus rothneyi taivanae Forel, 1913
- Camponotus rotumanus Wilson and Taylor, 1967
- Camponotus rotundinodis Santschi, 1935
- Camponotus roubaudi Santschi, 1911
- Camponotus ruber Emery, 1925
- Camponotus rubidus Xiao and Wang, 1989
- Camponotus rubiginosus Mayr, 1876
- Camponotus rubripes (Latreille, 1802)
- Camponotus rubrithorax Forel, 1899
  - Camponotus rubrithorax nigrithorax Stitz, 1937
- Camponotus rudis Mc Arthur, 2003
- Camponotus ruficornis Emery, 1895
- Camponotus rufifemur Emery, 1900
  - Camponotus rufifemur obscurus Stitz, 1925
- Camponotus rufifrons (Smith F., 1860)
  - Camponotus rufifrons leucopus Emery, 1914
- Camponotus rufigaster Menozzi, 1928
- Camponotus rufipes (Fabricius, 1775)
- Camponotus rufoglaucus (Jerdon, 1851)
  - Camponotus rufoglaucus controversus Santschi, 1916
  - Camponotus rufoglaucus feae Emery, 1882
  - Camponotus rufoglaucus latericius Stitz, 1923
  - Camponotus rufoglaucus syphax Wheeler, W. M., 1922
  - Camponotus rufoglaucus tenuis Forel, 1907
  - Camponotus rufoglaucus zanzibaricus Forel, 1911
  - Camponotus rufoglaucus zulu Emery, 1895
- Camponotus rufonigrus (Shattuck, S. O., and Mc Arthur, A. J., 2002)
- Camponotus rufus Crawley, 1925
- Camponotus rusticus Santschi, 1916
- Camponotus sacchii Emery, 1899
- Camponotus sachalinensis Forel, 1904
- Camponotus salvini Forel, 1899
- Camponotus samius Forel, 1889
- Camponotus sanctaefidei Dalla Torre, 1892
  - Camponotus sanctaefidei convexinodis Wheeler, W. M., 1934
  - Camponotus sanctaefidei coronatus Santschi, 1922
  - Camponotus sanctaefidei hondurianus Mann, 1922
  - Camponotus sanctaefidei leonhardi Forel, 1901
- Camponotus sanctus Forel, 1904
- Camponotus sanguinifrons Viehmeyer, 1925
- Camponotus sankisianus Forel, 1913
- Camponotus sannini Tohme and Tohme, 1999
- Camponotus sansabaenus (Buckley, 1866)
- Camponotus santosi Forel, 1908
  - Camponotus santosi pazosi Santschi, 1922
- Camponotus satan Wheeler, W. M., 1919
- Camponotus saundersi Emery, 1889
  - Camponotus saundersi krama Forel, 1912
- Camponotus saussurei Forel, 1879
- Camponotus saxatilis Ruzsky, 1895
- Camponotus sayi Emery, 1893
- Camponotus scabrinodis Arnold, 1924
- Camponotus scalaris Forel, 1901
- Camponotus schaefferi Wheeler, W. M., 1909
- Camponotus schmeltzi Mayr, 1866
  - Camponotus schmeltzi kadi Mann, 1921
  - Camponotus schmeltzi loloma Mann, 1921
  - Camponotus schmeltzii trotteri Mann, 1921
- Camponotus schmitzi Starcke, 1933
- Camponotus schneei Mayr, 1903
- Camponotus schoutedeni Forel, 1911
- Camponotus scipio Forel, 1908
  - Camponotus scipio insignis Santschi, 1922
- Camponotus scissus Mayr, 1887
- Camponotus scotti Mc Arthur, 2003
- Camponotus scratius Forel, 1907
  - Camponotus scratius nuntius Forel, 1907
- Camponotus sculptor Santschi, 1920
- Camponotus sedulus (Smith F., 1857)
- Camponotus selene (Emery, 1889)
  - Camponotus selene obtusata (Emery, 1895)
- Camponotus selidorsatus Prins, 1973
- Camponotus semirufus Emery, 1925
- Camponotus semitestaceus Snelling, 1970
- Camponotus semoni Forel, 1905
- Camponotus senex (Smith F., 1858)
  - Camponotus senex textor Forel, 1899
- Camponotus sericatus Mayr, 1887
- Camponotus sericeiventris (Guerin- Meneville, 1838)
  - Camponotus sericeiventris holmgreni Wheeler, W. M., 1931
  - Camponotus sericeiventris otoquensis Wheeler, W. M., 1931
  - Camponotus sericeiventris pontifex Santschi, 1936
  - Camponotus sericeiventris rex Forel, 1907
  - Camponotus sericeiventris satrapus Wheeler, W. M., 1931
- Camponotus sericeus (Fabricius, 1798)
  - Camponotus sericeus euchrous Santschi, 1926
  - Camponotus sericeus peguensis Emery, 1895
  - Camponotus sericeus sanguiniceps Donisthorpe, 1942
  - Camponotus sericeus sulgeri Santschi, 1913
- Camponotus serotinus Cagniant, 1996
- Camponotus sesquipedalis Roger, 1863
- Camponotus setitibia Forel, 1901
- Camponotus setosus (Shattuck, S. O., and Mc Arthur, A. J., 2002)
- Camponotus seurati Emery, 1920
- Camponotus severini Forel, 1909
- Camponotus sexguttatus (Fabricius, 1793)
  - Camponotus sexguttatus albotaeniolatus Forel, 1921
  - Camponotus sexguttatus antiguanus Wheeler, W. M., 1923
  - Camponotus sexguttatus basirectus Wheeler, W. M., 1923
  - Camponotus sexguttatus biguttatus Emery, 1894
  - Camponotus sexguttatus decorus (Smith F., 1858)
  - Camponotus sexguttatus fusciceps Emery, 1906
  - Camponotus sexguttatus montserratensis Wheeler, W. M., 1923
  - Camponotus sexguttatus ornatus Emery, 1894
  - Camponotus sexguttatus perturbans Kutter, 1931
  - Camponotus sexguttatus unitaeniatus Wheeler, W. M., 1923
- Camponotus sexpuctatus Forel, 1894
- Camponotus shaqualavensis Pisarski, 1971
- Camponotus shohki Terayama, 1999
- Camponotus sibreei Forel, 1891
- Camponotus sicheli Mayr, 1866
  - Camponotus sicheli niger Emery, 1925
- Camponotus siemsseni Forel, 1901
- Camponotus sikorai Emery, 1920
- Camponotus silvestrii Emery, 1906
- Camponotus silvicola Forel, 1902
- Camponotus simillimus (Smith F., 1862)
  - Camponotus simillimus atratior Santschi, 1922
  - Camponotus simillimus impatibilis Forel, 1899
  - Camponotus simillimus indianus Forel, 1879
  - Camponotus simillimus riograndensis Emery, 1888
- Camponotus simoni Emery, 1893
- Camponotus simpsoni Mc Arthur, 2003
- Camponotus simulans Forel, 1910
- Camponotus simulator Forel, 1915
- Camponotus simus Emery, 1908
  - Camponotus simus manidis Forel, 1909
- Camponotus singularis (Smith F., 1858)
  - Camponotus singularis rufomaculatus Donisthorpe, 1941
- Camponotus sklarus Bolton, 1995
- Camponotus smithianus Wheeler, W. M., 1919
- Camponotus snellingi Bolton, 1995
- Camponotus socius Roger, 1863
- Camponotus socorroensis Wheeler, W. M., 1934
- Camponotus socrates Forel, 1904
- Camponotus solenobius Menozzi, 1926
- Camponotus solon Forel, 1886
  - Camponotus solon chiton Emery, 1925
  - Camponotus solon jugurtha Emery, 1925
- Camponotus somalinus Andre, 1887
  - Camponotus somalinus curtior Forel, 1894
  - Camponotus somalinus pattensis Forel, 1907
- Camponotus sommeri (Forel, 1894)
- Camponotus spanis Xiao and Wang, 1989
- Camponotus spenceri Clark, 1930
- Camponotus sphaericus Roger, 1863
  - Camponotus sphaericus cardini Mann, 1920
  - Camponotus sphaericus rufipilis Aguayo, 1932
  - Camponotus sphaericus sphaeralis Roger, 1863
- Camponotus sphenocephalus Emery, 1911
- Camponotus sphenoidalis Mayr, 1870
- Camponotus spinitarsus Emery, 1920
- Camponotus spinolae Roger, 1863
- Camponotus spissinodis Forel, 1909
- Camponotus sponsorum Forel, 1910
- Camponotus staryi Pisarski, 1971
- Camponotus storeatus Forel, 1910
- Camponotus strangulatus Santschi, 1911
- Camponotus striatipes Dumpert, 1995
- Camponotus striatus (Smith F., 1862)
- Camponotus strictus (Jerdon, 1851)
- Camponotus subbarbatus Emery, 1893
- Camponotus subcircularis Emery, 1920
- Camponotus subnitidus Mayr, 1876
  - Camponotus subnitidus famelicus Emery, 1887
  - Camponotus subnitidus longinodis Forel, 1915
- Camponotus substitutus Emery, 1894
  - Camponotus substitutus clarus Stitz, 1938
  - Camponotus substitutus coloratus Forel, 1904
  - Camponotus substitutus multipilis Forel, 1907
  - Camponotus substitutus pullulus Emery, 1925
- Camponotus subtilis (Smith F., 1860)
- Camponotus subtruncatus Borgmeier, 1929
- Camponotus sucki Forel, 1901
- Camponotus suffusus (Smith F., 1858)
  - Camponotus suffusus bendingensis Forel, 1902
- Camponotus sylvaticus (Olivier, 1792)
  - Camponotus sylvaticus basalis Smith F., 1878
  - Camponotus sylvaticus pardichrous Emery, 1925
- Camponotus tahatensis Santschi, 1929
- Camponotus taino Snelling and Torres, 1998
- Camponotus taipingensis Forel, 1913
- Camponotus tameri Bolton, 1995
- Camponotus tashcumiri Tarbinsky, 1976
- Camponotus tasmani Forel, 1902
- Camponotus tauricollis Forel, 1894
- Camponotus tenuipes (Smith F., 1857)
- Camponotus tenuiscapus Roger, 1863
- Camponotus tepicanus Pergande, 1896
- Camponotus terbimaculatus Emery, 1920
- Camponotus terebrans (Lowne, 1865)
- Camponotus tergestinus Muller, 1921
- Camponotus terricola Karavaiev, 1929
- Camponotus territus Santschi, 1939
- Camponotus testaceus Emery, 1894
- Camponotus texanus Wheeler, W. M., 1903
- Camponotus texens Dumpert, 1986
- Camponotus thales Forel, 1910
- Camponotus thomasseti Forel, 1912
- Camponotus thoracicus (Fabricius, 1804)
- Camponotus thraso Forel, 1893
  - Camponotus thraso agricola Forel, 1910
  - Camponotus thraso assabensis Emery, 1925
  - Camponotus thraso diogenes Forel, 1909
  - Camponotus thraso montinanus Santschi, 1926
  - Camponotus thraso nefasitensis Menozzi, 1931
  - Camponotus thraso negus Forel, 1907
- Camponotus thysanopus Wheeler, W. M., 1937
- Camponotus tilhoi Santschi, 1926
- Camponotus timidus (Jerdon, 1851)
- Camponotus tonduzi Forel, 1899
- Camponotus tonkinus Santschi, 1925
- Camponotus torrei Aguayo, 1932
- Camponotus tortuganus Emery, 1895
- Camponotus toussainti Wheeler, W. M., and Mann, 1914
- Camponotus traegaordhi Santschi, 1914
  - Camponotus traegaordhi fumeus Santschi, 1926
- Camponotus traili Mayr, 1878
- Camponotus trajanus Forel, 1912
- Camponotus transvaalensis Arnold, 1948
  - Camponotus transvaalensis griqua Arnold, 1952
- Camponotus trapeziceps Forel, 1908
  - Camponotus trapeziceps innocens Forel, 1909
  - Camponotus trapeziceps prosaicus Santschi, 1922
- Camponotus trapezoideus Mayr, 1870
- Camponotus trepidulus Creighton, 1965
- Camponotus tricolor (Stitz, 1912)
- Camponotus tricoloratus Clark, 1941
- Camponotus trietericus Menozzi, 1926
- Camponotus trifasciatus Santschi, 1926
- Camponotus tripartitus Mayr, 1887
- Camponotus tristis Clark, 1930
- Camponotus triton Wheeler, W. M., 1934
- Camponotus tritschleri Forel, 1912
- Camponotus truebi Forel, 1910
  - Camponotus truebi arnoldi Forel, 1912
  - Camponotus truebi genaiai Santschi, 1928
- Camponotus truncatus (Spinola, 1808)
- Camponotus tumidus Crawley, 1922
- Camponotus turkestanicus Emery, 1887
- Camponotus turkestanus Andre, 1882
- Camponotus ulcerosus Wheeler, W. M., 1910
- Camponotus ulei Forel, 1904
- Camponotus ulvarum Forel, 1899
- Camponotus universitatis Forel, 1890
- Camponotus urichi Forel, 1899
  - Camponotus urichi folicola Forel, 1904
  - Camponotus urichi sculnus Forel, 1904
- Camponotus ursus Forel, 1886
- Camponotus ustus Forel, 1879
- Camponotus vafer Wheeler, W. M., 1910
- Camponotus vagus (Scopoli, 1763)
  - Camponotus vagus ifranensis Cagniant, 1987
- Camponotus valdeziae Forel, 1879
- Camponotus varians Roger, 1863
- Camponotus variegatus (Smith F., 1858)
  - Camponotus variegatus ambonensis Karavaiev, 1930
  - Camponotus variegatus bacchus (Smith F., 1858)
  - Camponotus variegatus batta Menozzi, 1930
  - Camponotus variegatus cleon Forel, 1913
  - Camponotus variegatus comottoi Emery, 1887
  - Camponotus variegatus crassinodis Forel, 1892
  - Camponotus variegatus dulcis Dalla Torre, 1893
  - Camponotus variegatus flavotestaceus Donisthorpe, 1948
  - Camponotus variegatus fuscithorax Dalla Torre, 1893
  - Camponotus variegatus infuscus Forel, 1892
  - Camponotus variegatus intrans Forel, 1911
  - Camponotus variegatus proles Emery, 1925
  - Camponotus variegatus somnificus Forel, 1902
  - Camponotus variegatus stenonotus Stitz, 1938
- Camponotus varius Donisthorpe, 1943
- Camponotus varus Forel, 1910
- Camponotus velox (Jerdon, 1851)
- Camponotus versicolor Clark, 1930
- Camponotus vespertinus Arnold, 1960
- Camponotus vestitus (Smith F., 1858)
  - Camponotus vestitus anthracinus Santschi, 1930
  - Camponotus vestitus bombycinus Santschi, 1930
  - Camponotus vestitus comptus Santschi, 1926
  - Camponotus vestitus intuens Santschi, 1926
  - Camponotus vestitus lujai Santschi, 1930
  - Camponotus vestitus pectitus Santschi, 1930
  - Camponotus vestitus perpectitus Santschi, 1926
  - Camponotus vestitus strophiatus Santschi, 1926
- Camponotus vezenyii Forel, 1907
- Camponotus vicinus Mayr, 1870
- Camponotus victoriae Arnold, 1959
- Camponotus viehmeyeri Forel, 1911
- Camponotus vigilans (Smith F., 1858)
- Camponotus villosus Crawley, 1915
- Camponotus vinosus (Smith F., 1858)
- Camponotus viri Santschi, 1915
- Camponotus virulens (Smith F., 1861)
- Camponotus vitiensis Mann, 1921
- Camponotus vitiosus Smith F., 1874
- Camponotus vitreus (Smith F., 1860)
  - Camponotus vitreus angustulus Emery, 1925
  - Camponotus vitreus carinatus Stitz, 1938
  - Camponotus vitreus latinotus Stitz, 1925
  - Camponotus vitreus oebalis Forel, 1911
  - Camponotus vitreus praeluteus Karavaiev, 1929
  - Camponotus vitreus praerufus Emery, 1900
  - Camponotus vitreus vittatulus Forel, 1913
- Camponotus vittatus Forel, 1904
- Camponotus vividus (Smith F., 1858)
  - Camponotus vividus cato Forel, 1913
  - Camponotus vividus meinerti Forel, 1886
  - Camponotus vividus reginae Forel, 1901
  - Camponotus vividus semidepilis Wheeler, W. M., 1922
- Camponotus voeltzkowii Forel, 1894
- Camponotus vogti Forel, 1906
- Camponotus vulpus Santschi, 1926
- Camponotus walkeri Forel, 1893
  - Camponotus walkeri bardus Forel, 1910
- Camponotus wasmanni Emery, 1893
  - Camponotus wasmanni mutilarius Emery, 1893
- Camponotus weberi Wheeler, W. M., 1935
- Camponotus wedda Forel, 1908
- Camponotus weismanni Forel, 1901
- Camponotus wellmani Forel, 1909
  - Camponotus wellmani gamma Santschi, 1926
  - Camponotus wellmani rufipartis Forel, 1916
- Camponotus werthi Forel, 1908
  - Camponotus werthi skaifei Arnold, 1959
- Camponotus westermanni Mayr, 1862
  - Camponotus westermanni fulvicornis Emery, 1903
- Camponotus wheeleri Mann, 1916
- Camponotus whitei Wheeler, W. M., 1915
- Camponotus wiederkehri Forel, 1894
- Camponotus wildae Donisthorpe, 1948
- Camponotus wroughtonii Forel, 1893
- Camponotus wytsmani Emery, 1920
- Camponotus xanthogaster Santschi, 1925
- Camponotus xerxes Forel, 1904
- Camponotus yala Kusnezov, 1952
- Camponotus yamaokai Terayama and Satoh, 1990
- Camponotus yambaru Terayama, 1999
- Camponotus yessensis Yasumatsu and Brown, 1951
- Camponotus yiningensis Wang and wu, 1994
- Camponotus yogi Wheeler, W. M., 1915
- Camponotus zenon Forel, 1912
  - Camponotus zenon criton Emery, 1925
- Camponotus zimmermanni Forel, 1894
  - Camponotus zimmermanni pansus Santschi, 1926
- Camponotus zoc Forel, 1879